# Плёмелёк
Плёмелёк (фр. Pleumeleuc) — коммуна на северо-западе Франции, находится в регионе Бретань, департамент Иль и Вилен, округ Ренн, кантон Монфор-сюр-Мё. Расположена в 14 км к западу от Ренна. Через территорию коммуны проходит национальная автомагистраль N12.
Население (2018) — 3 986 человек. 

## Достопримечательности
- Церковь Святого Петра XV-XVI веков, построенная на месте церкви XI века

## Экономика
Структура занятости населения:
- сельское хозяйство — 5,6 %
- промышленность — 15,2 %
- строительство — 20,1 %
- торговля, транспорт и сфера услуг — 43,4 %
- государственные и муниципальные службы — 15,8 %

Уровень безработицы (2018) — 7,1 % (Франция в целом —  13,4 %, департамент Иль и Вилен — 10,4 %). 

Среднегодовой доход на 1 человека, евро (2018) — 23 690 (Франция в целом — 21 730, департамент Иль и Вилен — 22 230).

## Демография
Динамика численности населения, чел.

## Администрация
Пост мэра Плёмелёка с 2020 года занимает Анн-Софи Патрю (Anne-Sophie Patru). На муниципальных выборах 2020 года возглавляемый ею список победил в 1-м туре, получив 71,01 % голосов.
| Период | Период | Фамилия         | Партия        | Примечания                           |
| ------ | ------ | --------------- | ------------- | ------------------------------------ |
| 1977   | 1995   | Альбер Деламар  |               | фермер                               |
| 1995   | 2008   | Жан-Клод Шапрон |               | учитель                              |
| 2008   | 2020   | Патрисия Кузен  | Разные правые |                                      |
| 2020   |        | Анн-Софи Патрю  | Разные правые | менеджер по работе с клиентами банка |

## Города-побратимы
- Ллланфэрфечейн, Великобритания